# 라디슬라프 노바크
라디슬라프 노바크(체코어: Ladislav Novák, 1931년 12월 5일 ~ 2011년 3월 21일)는 체코의 전 축구 선수이다. 그는 체코슬로바키아 축구 국가대표팀으로 75경기를 출전하였으며, 그 중 71경기를 주장으로써 출전했다. 그는 3번의 월드컵에 출전하였으며, 특히 마지막으로 출전한 월드컵인 1962년 FIFA 월드컵에선 체코슬로바키아가 준우승을 하는데 일조했다. 선수 경력의 대부분을 두클라 프라하에서 보낸 그는 리그 정상에 8번 올랐다. 은퇴 이후에는 주로 체코와 벨기에의 축구 클럽의 감독을 맡았다.